# دانته آلیگیری

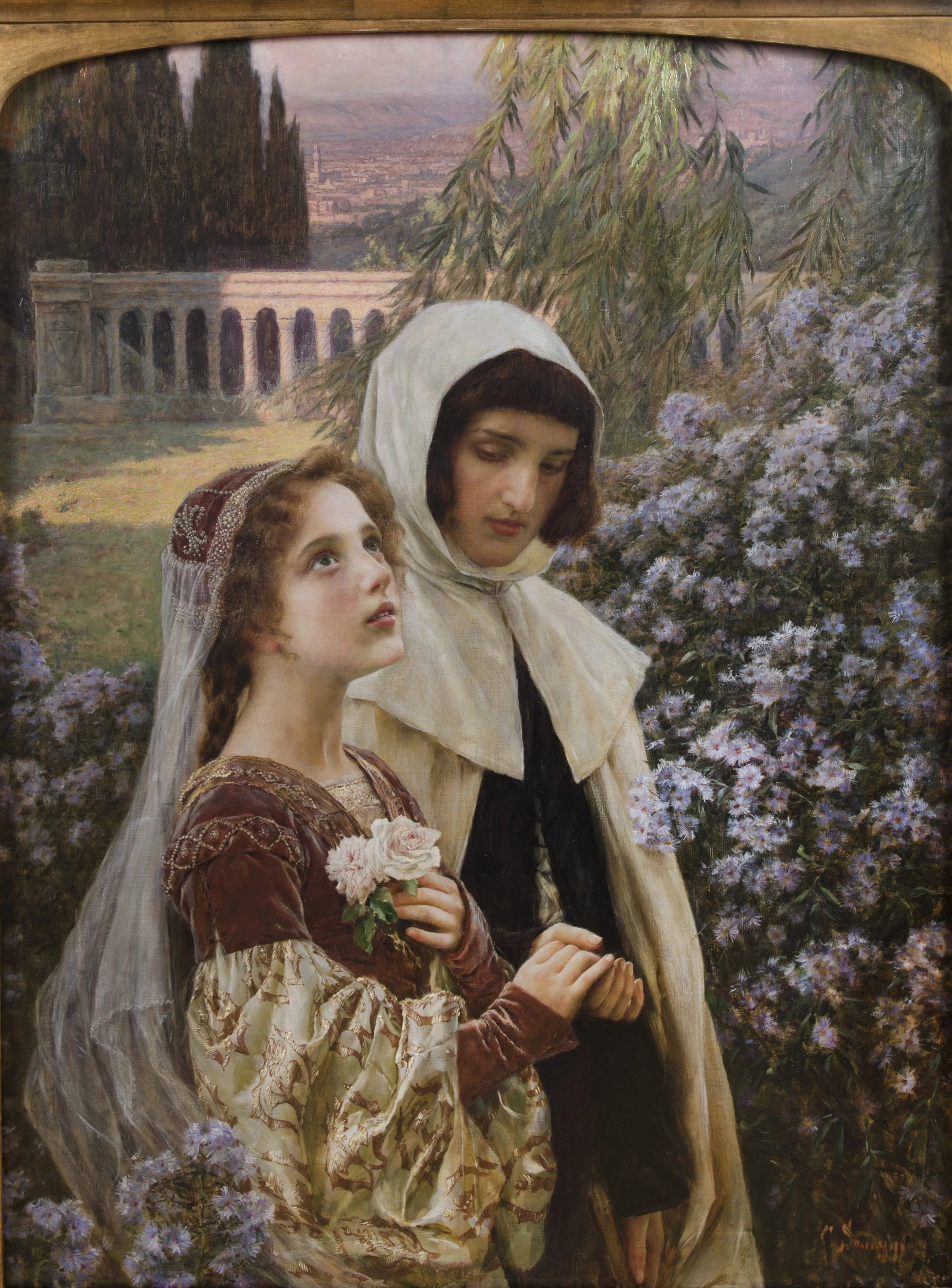
دانته و بئاتریس در باغ، ۱۹۰۳، شاهکار پیش از رافائلی، نقاش ایتالیایی چزاره ساکاجی

دانته آلیگیری (به ایتالیایی: Dante Alighieri) (۱۲۶۵ میلادی–۱۳۲۱ میلادی) شاعر اهل فلورانس بود. وی در سیاست زادگاه خود عاملی مؤثر بود، همچنین دانته به عنوان یکی از پیروان مکتب آلبرت کبیر شناخته می‌شود. نوشته‌های دانته بر ادبیات ایتالیا و سراسر اروپا برای همیشه تأثیر گذاشت. دانته در دوران زندگی خود دست به انتشار کتاب‌های متعددی زد که معروف‌ترین آن‌ها «کمدی الهی»، «زندگانی نو»، «ضیافت»، «سلطنت»، و «آهنگ‌ها» است.

## زندگی
دانته آلیگیری در شهر فلورانس به دنیا آمد. تاریخ تولد او به درستی مشخص نیست اما باور عمومی بر این است که این تاریخ در حدود سال ۱۲۶۵ میلادی بوده‌است. این تاریخ استنتاجی است به‌دست آمده از تلمیح‌های خودزندگینامه‌ای دانته در کتاب بخش دوزخ کمدی الهی که به صورت کنایه‌آمیز گفته‌است: «در نیمه راه سفر زندگانی…». با توجه به کتاب مقدس میانگین عمر آدمی ۷۰ سال است و لذا این «نیمه راه سفر زندگانی» برابر با ۳۵ سال خواهد بود و از آنجایی که سفر خیالی او به دنیای مردگان در سال ۱۳۰۰ رخ داد، وی به احتمال زیاد در حدود ۱۲۶۵ زاده شد. برخی از اشعار قسمت بهشت از کمدی الهی شواهدی را به‌دست می‌دهند که بر مبنای آن‌ها دانته در خردادماه به دنیا آمده‌است، از جمله اینکه می‌گوید: «همچنان که با دوگانگان جاویدان در حال چرخ زدن بودم، آشکارا از تپه‌ها تا خروجی‌های رود زمین‌هایی خرمنکوبی شده را دیدم که ما با دچار سبعیت می‌کرد»، اما نمی‌توان اینها را به عنوان عباراتی قطعی از جانب دانته برای ولادتش قرار داد.
در دوران کودکیش شهر فلورانس مدام بین دسته‌های رقیب یعنی گوئلف‌ها و گیبلین‌ها دست به دست می‌شد. تا سرانجام گوئلف‌ها (که خانواده دانته هم از آنان بودند) بر شهر چیره شدند. طولی نکشید که بین خود گوئلف‌ها نیز اختلاف افتاد و خود به دستهٔ سیاه‌ها و سفیدها تقسیم شدند.
دانته در چنین دوران پرآشوبی کودکی و نوجوانی خود را سپری کرد، از تحصیلات نخستینش اطلاعی در دست نیست ظاهراً وی در دانشگاه بولونیا و در مکتب خانه برادران کهتر (فرقه فرانسیسکن) در شهر سانتا کروچه تحصیل کرد ولی بخش عمده رشد فکری و فلسفی خود را مرهون دانشمند بزرگی به نام برونتو لاتینی بود که در سرود پانزدهم «دوزخ» از او به تفصیل و احترام یاد کرده‌است.

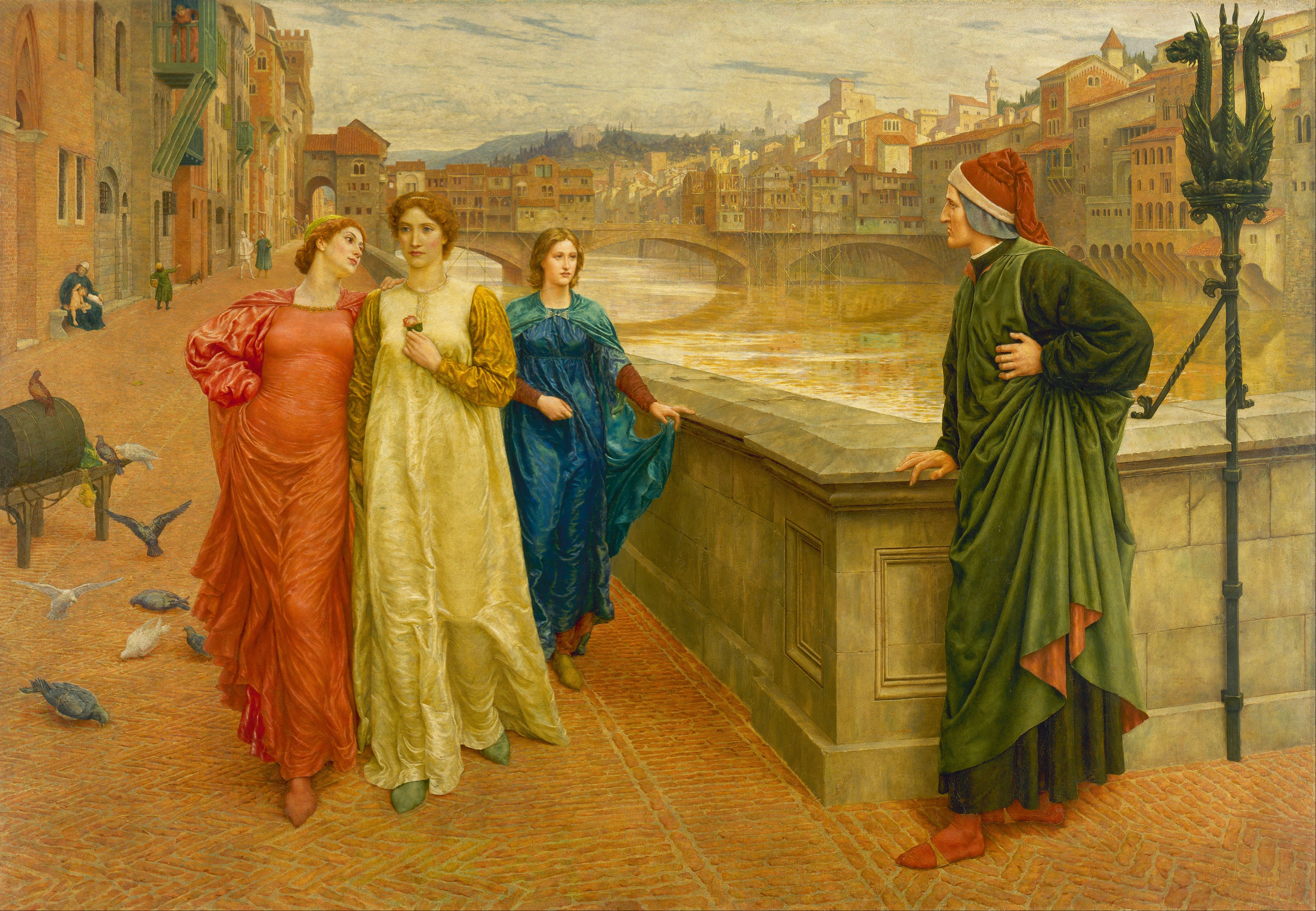
اولین برخورد بئاتریس پورتیناری (دوشیزهٔ سفیدپوش) با دانته، که در آن بئاتریس به دانته درود می‌گوید. در این هنگام هر دو ۱۸ سال داشتند. این درود چنان تأثیری در دانته باقی می‌گذارد که تا پایان عمر و حتی مدت‌ها پس از مرگ بئاتریس (که در ۲۴ سالگی درگذشت) در عشق او می‌سوزد. دانته و بئاتریس، اثر هنری هالیدی، ۱۸۸۴.

در این دوران کودکی بود که عشق افسانه‌ای و معروف دانته یعنی «بئاتریس پورتیناری» آغاز شد هر چند هرگز به وصال ختم نشد. ده سال بعد نخستین نغمه‌های عاشقانه خود را به خاطر او سرود.
دانته در سال ۱۲۹۳ (یکسال پس از مرگ بئاتریکس) با زنی به نام جما از خاندان دوناتی، یک خانواده محترم فلورانسی، ازدواج کرد و از این ازدواج صاحب چهار فرزند شد. در همین احوال وی در چند زد و خورد بین نیروهای فلورانسی و دیگر همسایگانش شرکت کرد که مهمترینشان نبرد «کامپالدینو» بود.
در حدود سی سالگی به فعالیت‌های سیاسی پرداخت. در سالهای ۱۲۹۶ و ۱۲۹۷ میلادی عضویت «شورای صد نفری» انتخاب شد و در سال ۱۳۰۰ به سمت سفیر به «سن جیمنیانو» رفت، دو ماه نیز در سال ۱۳۰۱ سمتی مانند «رئیس دیوان عالی کشور» را در شهر خود داشت و در این سمت دستکم ده نطق آتشین برضد پاپ «بونیفاس هشتم» ایراد کرد که مایه همه بدبختی‌های بعدی وی شد.
در سال ۱۳۰۰ میلادی بین دو دسته سیاسی سفیدها که نماینده ثروتمندان شهر و دسته سیاه‌ها که از طبقات عامه طرفداری می‌کردند زد و خورد شدیدی روی داد که بر آتش کینه‌توزی‌های گذشته دامن زد. پاپ ظاهراً برای آرامش و به راستی برای گسترش نفوذ خود کاردینال «آکوئاسپارتا» را به فلورانس فرستاد ولی وی نتوانست کاری انجام دهد، این بار پاپ از «شارل دو والوا» برادر «فیلیپ لوبل» پادشاه فرانسه کمک گرفت. این مسئله فلورانسیان را بسیار نگران کرد و دسته سفیدها که در آن وقت روی کار بودند سه نفر را به عنوان سفیر فوق‌العاده نزد پاپ فرستادند تا او را از این فکر منصرف سازند، دانته یکی از این سه نفر بود. اندکی پس از آغاز این سفر بود که شارل دو والوا و نیروهای پاپ پیروزمندانه وارد فلورانس شدند و دسته سفیدها را از آنجا راندند و زمام امور را به دست سیاه‌ها سپردند. این تغییر مقدمه تصفیه‌ای شد که بزرگ‌ترین قربانی آن دانته بود.
روز ۲۷ ژانویه ۱۳۰۲ نخستین حکم از سوی دادگاه فلورانس به زیان دانته صادر شد و او را غیابی به سوء استفاده از اموال دولتی متهم نموده و به پرداخت پنج هزار فیورینو جریمه و دو سال تبعید از فلورانس و محرومیت همیشگی از حقوق مدنی محکوم کرد. چهل روز بعد حکم دیگری به زیان وی صادر شد و وی محکوم بدان شد که اگر به دست مقامات امنیتی و قضایی فلورانس بیفتد زنده زنده در آتش سوزانده شود. از آن پس یک دوران ممتد آوارگی و دربدری برای شاعر آغاز شد که تا پایان زندگی او ادامه داشت. از این تاریخ او دیگر همسر و دو دخترش را ندید چرا که به آن‌ها اجازه ترک شهر را ندادند و تنها توانست دو پسرش را در اواخر زندگی ببیند.
یکی دو سال را در شهر سیه‌نا گذراند. از آنجا به سن گودینو و ورونا و سپس به پادووا رفت و در همه جا با استقبال گرم زمامداران و بزرگان روبرو شد و دربارها و کاخ‌ها بر او گشوده بود. دانته بین سال‌های ۱۳۱۴ تا ۱۳۱۶ میلادی در شهر لوکا مقیم بود ولی آخرین منزل این سفر نزدیک به بیست ساله و معروف‌ترین‌شان شهر راوِنا بود. دانته در این شهر تا سال ۱۳۲۱ میهمان کان گرانده دلا اسکالا بود و این فرد کسی است که کمدی الهی را دانته به او اهدا کرد. در تابستان این سال وی را کنت دا پولنتا، زمامدار شهر، به عنوان سفیر فوق‌العاده به یک مأموریت خارجی فرستاد. در بازگشت از این مأموریت وی دچار تب ناگهانی شدید شد و این تب در شب ۱۴ سپتامبر ۱۳۲۱ میلادی او را به کام مرگ کشید. در این هنگام ۵۶ سال داشت. در ساعت آخر گفت: «کاش در خانه خود مرده بودم». پس از مرگش فلورانسی‌ها داد و فریاد به راه انداختند که جسد شاعر و نابغه بزرگ خود را پس بگیرند اما راونایی‌ها زیر بار نرفتند و این بار فلورانسی‌ها لشکرآرایی کردند تا جسد دانته را پس بگیرند. راونایی‌ها دست به حیله زدند و فلورانسی‌ها را فریب دادند و جسد بزرگ‌ترین میهمان شهر خود را در خاک خویش نگه داشتند. امروز آرامگاه دانته در شهر راوناست.
جووانی بوکاچو، ادیب ایتالیایی سده چهاردهم، برای نخستین بار زندگی‌نامه دانته را به نگارش درآورد.

## دانته در هنر

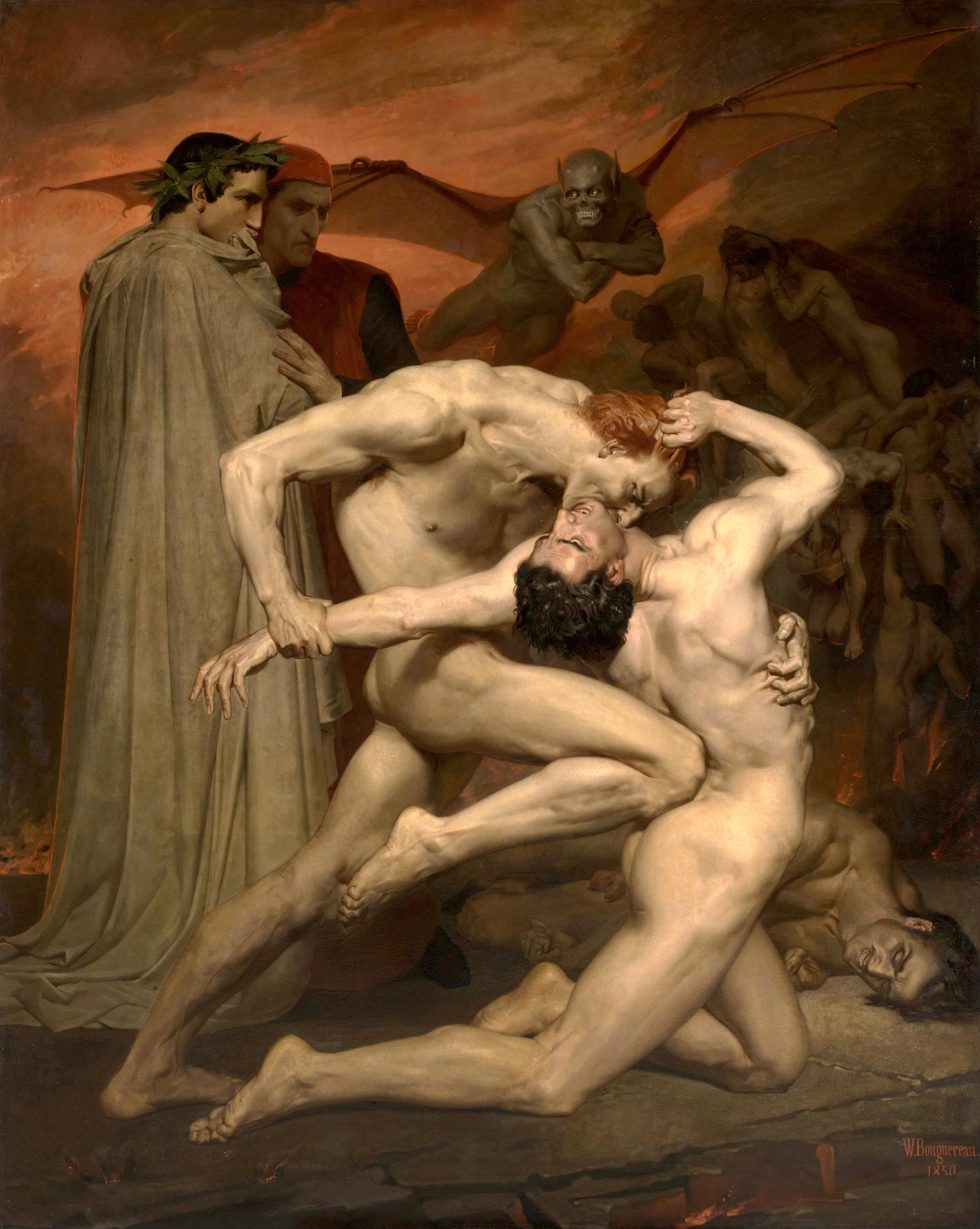
کمدی الهی اثر ادولف بوگرو

آثار دانته مانند کمدی الهی اثر بسیاری بر هنرمندان مخصوصاً نقاشان گذاشته‌است.

## حزب سیاسی
دانته در فلورانس می‌زیست و در فلورانس دو حزب سیاسی گوئلف‌ها (توده گرایان) و گیلبین‌ها (اشراف) وجود داشت. وی در حزب گوئلف‌ها فعالیت می‌کرد. پس از اینکه گوئلف‌ها بر گیلبین‌ها پیروز شدند؛ در بین گوئلف‌ها نیز دو دستگی پیش آمد که در آن گوئلف‌ها به دو دسته گوئلف‌های سیاه و گوئلف‌های سفید تقسیم شدند. دانته در آن موقع در دسته گوئلف‌های سفید بود.

## گزیده آثار
- کمدی الهی
- ضیافت
- آهنگ‌ها
- د مونارشیا (به زبان لاتین)
- زندگانی نو
- اِپیستولائه و اِکلُگائه (به زبان لاتین)

### مآخذ
- Tuchman, Gaye. (1978). Making News: A Study in the Construction of Reality. Social Forces. 59. 10.2307/2578016.

- کتاب دوزخ دانته، ترجمه از متن ایتالیایی؛ با مقدمه و شرح و حواشی از شجاع الدین شفا، تهران:امیرکبیر، ۱۳۴۷. ۲-۰۳۹۷-۰۰-۹۶۴.
- خلج، اهورا (۱۴۰۱). مقاله دانته. تهران: رانا.